# Moekatsjevo (gemeente)

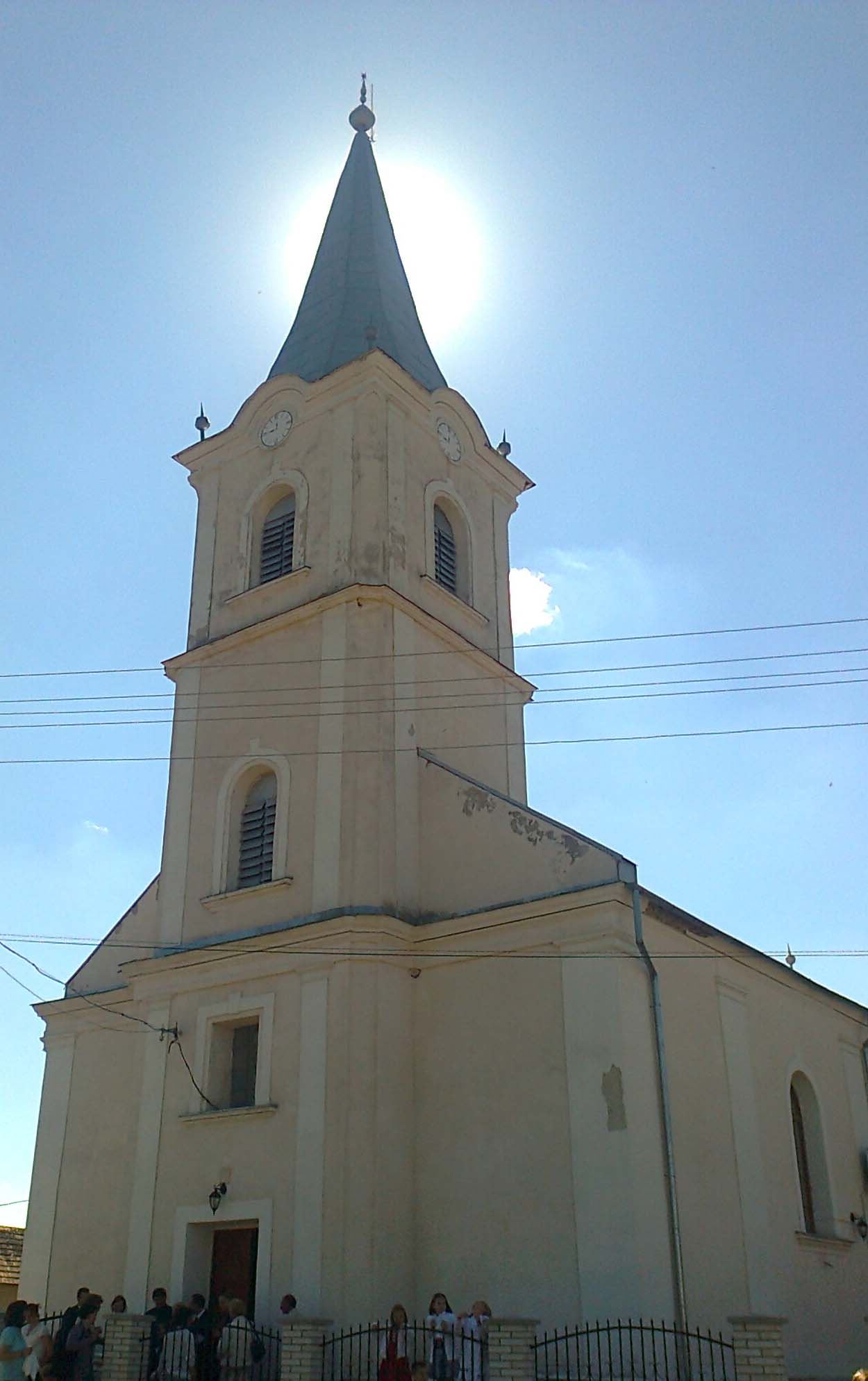
Hongaars Gereformeerde kerk van Fornosj

Moekatsjevo is een gemeente in de oblast Transkarpatië van Oekraïne. Het bestaat in de huidige vorm sinds 2020. De gemeente heeft een oppervlakte van 270,1 km² en een inwoneraantal van 110.483 personen (2023).
In de gemeente leven een aantal minderheden, zo is het dorp Schenborn bevolkt door Duitstaligen en behoren Fornosj en Dertsen tot het gebied van de Hongaren (zie: Hongaarse minderheid in Oekraïne).

## Plaatsen
De gemeente bestaat uit de stad Moekatsjevo en 17 omliggende dorpen:
- Barbovo (Барбово, Bárdháza)
- Dertsen (Дерцен, Dercen)
- Dorobratovo (Доробратово, Drágabártfalva)
- Fornosj (Форнош, Fornos)
- Horbok (Горбок, Kissarkad)
- Kljutsjarky (Ключарки, Várkulcsa)
- Lavky 	(Лавки, Lóka)
- Makarjovo (Макарьово, Makarja)
- Nehrovo (Негрово, Maszárfalva)
- Nove Davydkovo (Нове Давидково, Újdávidháza)
- Nysjnij Koropez (Нижній Коропець, Alsókerepec/Pusztakerepec)
- Pavsjyno (Павшино, Pósaháza)
- Pistrjalovo (Пістрялово, Pisztraháza)
- Romotsjevyzja (Ромочевиця, Romocsafalva)
- Salusjsjja (Залужжя, Beregkisalmás)
- Savydovo (Завидово, Dávidfalva/Závidfalva)
- Schenborn (Шенборн, Nové Selo, Alsókerepec/Alsóschönborn, Unterschönborn)